# Lupinus inyoensis
Lupinus inyoensis är en ärtväxtart som beskrevs av Amos Arthur Heller. Lupinus inyoensis ingår i släktet lupiner, och familjen ärtväxter. Inga underarter finns listade i Catalogue of Life.